# Antoaneta Stefanova
Antoaneta Stefanova, bolgarska šahovska velemojstrica, * 19. april 1979, Sofija, Bolgarija.